# Psilopa thora
Psilopa thora är en tvåvingeart som beskrevs av Dahl 1973. Psilopa thora ingår i släktet Psilopa och familjen vattenflugor.
Artens utbredningsområde är Afghanistan. Inga underarter finns listade i Catalogue of Life.